# 987
987 (CMLXXXVII) fue un año común comenzado en sábado del calendario juliano, en vigor en aquella fecha.

## Acontecimientos
- 3 de julio - Hugo Capeto es coronado Rey de Francia en Reims.
- Expulsión por parte del Rey Bermudo II de las fuerzas de ocupación de Almanzor de territorio leonés

## Nacimientos
- Emma de Normandía, reina de Inglaterra.
- Abu Marwan Ibn Hayyan, funcionario de la dinastía amirí.
- Liu Yong, escritor chino.

## Fallecimientos
- 21 de mayo - Luis V de Francia.
- 21 de julio - Godofredo I de Anjou